# Gdanjsk
Gdanjsk (kašupski: Gduńsk, poljski: Gdańsk, njemački: Danzig) je mjesto u sjevernoj Poljskoj, nalazi se na Baltičkom moru. Važan je kulturni, gospodarski, komunikacijski i turistički centar, uz zapadni dio ušća rijeke Visle. Gdanjsk je najvažnija poljska luka. Gdanjsk je jedan od gradova u kojem se održalo Europsko prvenstvo u nogometu 2012.

## Povijest
Na prostoru Gdanjska je 980. godine poljski kralj Mieszko I. sagradio prvu tvrđavu zbog ratova s lokalnim plemenima. Grad se prvi put spominje 997. godine u životopisu sv. Adalberta koji je pokrstio lokalna plemena. 1224. se u tom prostoru naseljavaju Germani. Grad je postao jedan od najznačajnijih njemačkih naselja na Baltičkom moru i baza za širenje prema istoku. Od 1296. gradom vladaju poljski i češki kraljevi. 1308. su ga zauzeli Teutonski vitezovi i nakon toga postaje dio Pruske. Razvija se trgovačko značenje grada koji 1361. postaje član Hanzeatske lige (udruženja trgovačkih gradova na Baltičkom i Sjevernom moru). Nakon Bitke kod Grunwalda 1410. se grad vraća pod poljsku vlast, ali je već godinu kasnije vraćen Teutonskim vitezovima. Od 1457. je Gdanjsk autonomni grad unutar Poljskog kraljevstva. 1577. je grad opsjedao i zauzeo poljski kralj Stjepan Báthory, ali je nakon zauzimanja ipak priznao gradsku autonomiju.
Većinu stanovnika Gdanjska su činili Nijemci, ali je bilo mnogo Poljaka, Židova i Nizozemaca. Nakon podjele Poljske 1793. je grad ponovo potpao pod prusku vlast. Za vrijeme Napoleonove vlasti 1807-1814. je Gdanjsk bio slobodni grad. Nakon Napoleona je vraćen Pruskoj, a od 1871. je dio Njemačkog carstva.
Nakon 1. svj. rata je Poljska ponovo postala nezavisna i tražila je izlaz na more što su joj obećale sile Antante. Zbog toga je Njemačka ostala podijeljena na dva dijela, a Poljska je dobila izlaz na more kod Gdynie pokraj Gdanjska. Poljska je tražila i Gdanjsk, ali su veliku većinu stanovništva (preko 96%) činili Nijemci koji su bili protiv toga. Zbog toga je Versajskim ugovorom osnovana posebna država Slobodni grad Gdanjsk koja je bila pod zaštitom Lige naroda. Gdanjsk je imao posebnu vladu, parlament i sve atribute državnosti. Njemačko stanovništvo grada je željelo ujedinjenje s Njemačkom i zbog toga je Nacistička stranka imala mnogo pristaša u gradu. Hitler je tražio pripojenje Gdanjska i Gdynie tako da se Istočna Pruska teritorijalno poveže s Njemačkom. Nakon poljskog odbijanja je Hitler napao Poljsku i time je počeo 2. svj. rat.
Dne 30. ožujka 1945. su Gdanjsk zauzele sovjetske snage. Prije toga je bio žestoko bombardiran. Nakon rata je grad pripao Poljskoj i njemačko stanovništvo je protjerano. U njega su naseljeni Poljaci protjerani iz istočnih dijelova Poljske koji su pripali Sovjetskom Savezu. Time je stanovništvo grada posve izmijenjeno. Grad je obnovljen i postao značajan industrijski, lučki i brodograđevni centar.
Gdanjsk je bio vodeći grad u otporu komunističkoj vlasti. 1970. su masovne demonstracije dovele do pada komunističkog vođe Władysława Gomułke. 1980. je u brodogradilištu osnovan prvi nekomunistički sindikat Solidarnost čiji vođa je poznati borac protiv komunizma i kasniji predsjednik Poljske Lech Wałęsa koji je radio u brodogradilištu. Solidarnost je 1989. pokrenula masovne prosvjede koji su doveli do pada komunističke vlasti. Time je iz Gdanjska krenuo masovni pokret koji će dovesti do sloma komunizma u istočnoj Europi.

## Zemljopis
Gdanjsk je smješten na Gdanjskom zaljevu na Baltičkom moru. Nalazi se na delti (razgranatom riječnom ušću) rijeke Visle. Grad je zapadno od glavnog ušća, a kroz njega teče ogranak delte Leniwka. Kroz grad teče rijeka Motława koja se ulijeva u Leniwku. Reljef je nizinski (dio Pribaltičke nizine). Grad ima dobru prirodnu luku na ušću Visle. Povezan je u konurbaciju (sustav spojenih gradova) sa susjednom lukom Gdynia. Između Gdanjska i Gdynie je mjesto Sopot. U sredini grada je jezero Zaspowe. Klima je umjerena s hladnim zimama i blagim ljetima, te dovoljno padalina.

## Znamenitosti
Grad ima mnogo građevina u tradicionalnom njemačkom gotičkom stilu gradnje, posebno iz vremena Hanze. Većina znamenitosti je u Dugoj ulici (Ulica Długa) i na Dugom trgu (Długi Targ). Značajna je Neptunova fontana na Dugom trgu. Jedna od najvećih atrakcija je prolaz Zlatna vrata (Złota Brama). Poznata su i Zelena vrata (Brama Ziełona). Najpoznatija crkva je konkatedrala sv. Marije. To je najveća crkva na svijetu građena od cigle (dugačka 105 m). Građena je u stilu baltičke gotike.

## Gospodarstvo
Gdanjsk je najvažnija poljska luka. Najvažnija industrija je brodogradnja (brodogradilište je u prošlosti bilo jedno od najvećih u svijetu). Danas je brodogradnja u krizi i djelatnost brodogradilišta se smanjuje, te prijeti zatvaranjem. Još je razvijena petrokemijska i prehrambena industrija. Razvija se moderna elektronička i telekomunikacijska industrija. Tradicionalno je razvijena prerada jantara iz Baltičkog mora koji je turistička znamenitost. Turizam se u novije vrijeme jače razvija.

## Šport
- nogomet: Lechia Gdańsk, Gedania, Polonia Gdańsk
- košarka: Spójnia Gdańsk
- veslanje: Gedania
- motokros: Gdański Auto Moto Klub
- hokej na ledu: Stoczniowiec Gdańsk
- umjetničko klizanje: Stoczniowiec Gdańsk
- odbojka: Energa Gedania, Trefl Gdańsk
- američki nogomet: Seahawks Gdynia
- ragbi Lechia Gdańsk

## Galerija
- PGE Arena Gdańsk
- Željeznička stanica
- Zračna luka Lech Wałęsa
- Gradski tramvaj
- Spomenik Jana III. Sobjeskog
- Crkva Svete Katarine
- Parobrod Sołdek - muzej

## Vanjske poveznice
- Gdańsk  Arhivirana inačica izvorne stranice od 27. veljače 2007. (Wayback Machine)

### Ostali projekti
|  | Zajednički poslužitelj ima stranicu o temi Gdańsk |